# Mezőgazdasági és Vidékfejlesztési Hivatal
A  Mezőgazdasági és Vidékfejlesztési Hivatal (rövidítve: MVH) a magyar kormány által a Mezőgazdasági és Vidékfejlesztési Hivatalról szóló 81/2003. (VI. 7.) Korm. rendelettel létrehozott, az e kormányrendelet helyébe lépő 256/2007. (X. 4.) Korm. rendelettel szabályozott központi hivatalként működő központi költségvetési szerv. A Hivatal  az agrárpolitikáért felelős miniszter  irányítása alá tartozik. Az MVH 2016. december 31-ével - beolvadásos különválással megszűnt.

## Szervezete
Az MVH-t elnök vezeti. Az elnök munkáját két elnökhelyettes segíti. Az elnökhelyetteseket az elnök javaslatára a miniszter nevezi ki és menti fel, felettük az egyéb munkáltatói jogköröket az elnök gyakorolja. Az MVH egyéb alkalmazottai felett - a gazdasági vezető kinevezése és felmentése kivételével - a munkáltatói jogkört az elnök gyakorolja.
Az MVH központi szervből, igazgatóságokból, valamint kirendeltségekből áll. Az MVH elnöke közvetlenül vezeti a központi szervet. Az igazgatóságok székhelye Budapest. A kirendeltségek az MVH területi szervei. Az MVH központi szervének és igazgatóságainak illetékességi területe az ország egész területére kiterjed. A kirendeltségek illetékességi területeit a kormányrendelet 1. és 2. számú melléklete tartalmazza. (3) Az MVH központi szerve, kirendeltségei és igazgatóságai önálló jogi személyiséggel nem rendelkeznek. Az egyes igazgatóságokat az igazgatók vezetik.

## Az MVH eljárása[5]
Az MVH döntései ellen irányuló jogorvoslati kérelmet a következő ügyekben a miniszter bírálja el:
- a) az Agrár- és Vidékfejlesztési Operatív Programmal és a Halászati Orientációs Pénzügyi Eszközzel kapcsolatos jogorvoslati eljárás,
- b) az állati termékek közvetlen támogatási jogcímeivel, továbbá bármely állatállomány-alapú támogatási jogcímmel kapcsolatos jogorvoslati eljárás,
- c) a nemzeti támogatásokkal kapcsolatos jogorvoslati eljárás,
- d) a tejkvóta jogcímmel kapcsolatos jogorvoslati eljárás,
- e) a bel- és külpiaci intézkedésekkel, piaci engedélyezésekkel kapcsolatos jogorvoslati eljárás,
- f) a növényi termékek közvetlen támogatási jogcímeivel kapcsolatos jogorvoslati eljárás,
- g) a Nemzeti Vidékfejlesztési Terv (a továbbiakban: NVT) területalapú támogatási jogcímeivel kapcsolatos jogorvoslati eljárás,
- h) az NVT szerkezetátalakítási támogatások jogcímeivel kapcsolatos jogorvoslati eljárás,
- i) az NVT alapján beindított agrár-környezetgazdálkodási és kedvezőtlen adottságú területeken történő gazdálkodáshoz nyújtandó kompenzációs támogatásokhoz kapcsolódó jogorvoslati eljárás,
- j) az NVT alapján beindított mezőgazdasági területek erdősítése jogcímhez kapcsolódó jogorvoslati eljárás,
- k) a területhez kapcsolódó történelmi bázis jogcímhez kapcsolódó jogorvoslati eljárás,
- l) az egységes területalapú és a hozzá kapcsolódó kiegészítő nemzeti támogatáshoz kapcsolódó jogorvoslati eljárás,
- m) intervenciós ügyek jogcímeivel kapcsolatos jogorvoslati eljárás,
- n) a kölcsönös megfeleltetéssel kapcsolatos jogorvoslati eljárás,
- o) az MVH Pénzügyi Igazgatósága által hozott határozatok és végzések elleni jogorvoslati eljárás,
- p) a Mezőgazdasági Parcella Azonosító Rendszer (MePAR) változásvezetéssel kapcsolatos jogorvoslati eljárás,
- q) a nem hatósági eljárásban az MVH kirendeltségei által hozott döntések, elállási nyilatkozatok ellen benyújtott kifogások.

Ha az adott ügyre vonatkozó döntés előkészítésében közreműködő személlyel összefüggésben a közpénzekből nyújtott támogatások átláthatóságáról szóló 2007. évi CLXXXI. törvény 6. §-a vagy 9. §-a szerinti kizárás áll fenn, a döntés-előkészítésre annak megkezdése előtt, vagy - ha a kizárás oka a döntés-előkészítő tevékenység megkezdése után következik be - a döntés-előkészítés újbóli lefolytatására kizárással nem érintett ügyintézőt kell kijelölni.

## Egyéb feladatai[7]
Az MVH feladatkörébe tartozik az Integrált Igazgatási és Ellenőrzési Rendszer (IIER) működtetése és annak továbbfejlesztése. Az MVH ezen belül működteti:
- a) az ügyfél-nyilvántartási rendszert,
- b) a Mezőgazdasági Parcella Azonosító Rendszert (MePAR),
- c) az intézkedésekhez kapcsolódó támogatások igazgatási és ellenőrzési rendszerét.[8]

Az MVH feladatkörébe tartozik továbbá:
- a) a tejkvóta-nyilvántartási rendszer, (ez a nyilvántartás - a természetes személyazonosító adatok, valamint a lakcím-azonosító adatok kivételével - közhiteles hatósági nyilvántartásnak minősül.)[10]
- b) a szőlőültetvények országos térinformatikai nyilvántartása,
- c) az intervenciós raktárregiszter,
- d) a mezőgazdasági csekély összegű (de minimis) támogatások nyilvántartási rendszere,
- e) a monitoring adat-nyilvántartási rendszer

működtetése.

## Az MVH megszüntetésével összefüggő rendelkezések
Lázár János kancelláriaminiszter 2016 januárjában a közigazgatási bürokráciacsökkentés kapcsán bejelentette, hogy számos háttérintézmény megszűnik vagy státusa megváltozik, majd 2016. február 4-i sajtótájékoztatóján élesen bírálta az MVH működését.
A Hivatal megszűnésével 1312/2016. (VI. 13.) Korm. határozat és 328/2016. (X. 28.) Korm. rendelet foglalkozik.

### Az 1312/2016. (VI. 13.) Korm. határozat
A kormányhatározat a földművelésügyi, a tárca nélküli és a nemzetgazdasági minisztereket bízza meg a következő, 2017. január 1-jével hatályba lépő változtatásokkal:
Mezőgazdasági és Vidékfejlesztési Hivatal (a továbbiakban: MVH) a következők szerinti jogutódlással megszűnik:
fa) az MVH kifizető ügynökségi tevékenységét a Magyar Államkincstár, egyéb feladatait az Európai Mezőgazdasági Vidékfejlesztési Alap (a továbbiakban: EMVA) tekintetében az agrár-vidékfejlesztésért felelős miniszter, az Európai Mezőgazdasági Garancia Alap (a továbbiakban: EMGA) tekintetében az agrár-politikáért felelős miniszter lássa el;
fb) az MVH megyei kirendeltségei a fővárosi és megyei kormányhivatalokba kerülnek integrálásra azzal, hogy az általuk ellátott feladatok tekintetében a szakmai irányítási jogköröket az EMVA vonatkozásában az agrár-vidékfejlesztésért felelős miniszter, az EMGA és a nemzeti támogatások vonatkozásában az agrárpolitikáért felelős miniszter gyakorolja;
fc) az EMVA tekintetében az irányító hatósági és kifizető ügynökségi feladatokat úgy kell megosztani az agrár-vidékfejlesztésért felelős miniszter és a Magyar Államkincstár között, hogy a program hatékony irányíthatóságához és végrehajtásához kapcsolódó hatáskörök, - a delegálható feladatokat is ide értve - az agrár-vidékfejlesztésért felelős miniszterhez kerüljenek;
fd) az MVH illetékes hatósági feladatai az agrár-vidékfejlesztésért felelős miniszterhez kerüljenek telepítésre az európai uniós fejlesztési források koordinált felhasználása és az átalakított intézményrendszer akkreditációja érdekében;

### 328/2016. (X. 28.) Korm. rendelet
A 328/2016. (X. 28.) Korm. rendelet főbb rendelkezései e témakörben:
Az MVH általános jogutódja - a (3)-(6) bekezdésben meghatározott kivétellel - a Magyar Államkincstár.
Az Európai Mezőgazdasági Vidékfejlesztési Alapból (a továbbiakban: EMVA) finanszírozott támogatások esetén a közbenső szervezeti feladatok tekintetében az MVH jogutódja a Miniszterelnökség.
A területi kezelésű kérelemkezelési, helyszíni ellenőrzési, megyei ügyfélszolgálati feladatok, továbbá a kölcsönös megfeleltetéssel összefüggő ellenőrzési feladatok tekintetében az MVH feladatait 2017. január 1-jétől a megyei kormányhivatalok látják el. E feladatkijelölés nem érinti a Magyar Államkincstár kifizető ügynökségi feladatkörébe tartozó feladatait és a (3) bekezdésben meghatározott feladatokat.
A (3) bekezdés alapján a Miniszterelnökséghez kerülő feladatok ellátását szolgáló, a munkavégzéshez szükséges tárgyi eszközökhöz - ide nem értve az informatikai-telekommunikációs eszközöket - kapcsolódó vagyonkezelői jogok és kötelezettségek, valamint a Közbeszerzési és Ellátási Főigazgatóságról szóló 250/2014. (X. 2.) Korm. rendelet 3. § (1) bekezdés a) pontja szerinti ellátási feladatok tekintetében az MVH jogutódja a Közbeszerzési és Ellátási Főigazgatóság.
A (3) bekezdés alapján a Miniszterelnökséghez kerülő feladatok ellátását szolgáló, a központosított informatikai és elektronikus hírközlési szolgáltatásokról szóló 309/2011. (XII. 23.) Korm. rendeletben foglalt ellátási feladatok, valamint az e feladatokhoz kapcsolódó informatikai, telekommunikációs eszközökhöz kapcsolódó vagyonkezelői jogok és kötelezettségek tekintetében az MVH helyébe a NISZ Nemzeti Infokommunikációs Szolgáltató Zártkörűen Működő Részvénytársaság lép.
A mezőgazdasági, agrár-vidékfejlesztési, valamint halászati támogatásokhoz és egyéb intézkedésekhez kapcsolódó eljárás egyes kérdéseiről szóló 2007. évi XVII. törvény 9. § c) pontja szerinti illetékes hatósági feladatok tekintetében a Miniszterelnökség a Földművelésügyi Minisztérium jogutódja.
Az MVH feletti irányítási jogok a Mezőgazdasági és Vidékfejlesztési Hivatalról szóló 256/2007. (X. 4.) Korm. rendelet, valamint a Kormány tagjainak feladat- és hatásköréről szóló 152/2014. (VI. 6.) Korm. rendelet módosításáról szóló 316/2016. (X. 24.) Korm. rendelet szerinti átadásával összefüggő feladatok tekintetében a Miniszterelnökség a Földművelésügyi Minisztérium jogutódja.
Az 1. és 2. §-ban meghatározott jogutódlás kiterjed a jogutódhoz átkerülő feladat- és hatáskörök tekintetében a feladatok ellátásához kapcsolódó egyéb feladatokra, jogosultságokra és kötelezettségekre, továbbá valamennyi, a feladat ellátását szolgáló jogviszonyra.
Az (1) bekezdésben foglaltak kiterjednek különösen
a) a vagyoni jogokra és kötelezettségekre,
b) az átvételre kerülő feladatok ellátásához szükséges ingó és ingatlan eszközállományra,
c) a feladatokat ellátó kormánytisztviselők, kormányzati ügykezelők, illetve munkavállalók feletti munkáltatói jogok gyakorlására és kötelezettségek teljesítésére, valamint kormányzati szolgálati jogviszonyukra vagy munkaviszonyukra.
Azon vagyoni jogok és kötelezettségek tekintetében, amelyek az 1. § alapján kizárólag az MVH egyes megyei kirendeltségei által ellátott feladatokra és e feladatok ellátásához kapcsolódó jogviszonyokra vonatkoznak, jogutódnak az a megyei kormányhivatal tekintendő, amely az adott megyei kirendeltség feladatait jogszabály, illetve a Közös Agrárpolitika tagállami végrehajtásával összefüggő feladatokat ellátó egyes szervezetek kijelöléséről szóló kormányrendelet szerinti delegált szerződések alapján ellátja.
Azon vagyoni jogok és kötelezettségek, valamint munkáltatói jogok gyakorlása és kötelezettségek teljesítése tekintetében, amelyek az 1. § alapján az MVH mint központi hivatal által ellátott feladatokra és e feladatok ellátásához kapcsolódó jogviszonyokra vonatkoznak, jogutódnak - az átvett feladataiknak megfelelően - az 1. § (2)-(6) bekezdésében meghatározott feladatokat átvevő szerv vagy szervezet tekintendő.
Az európai uniós forrásból finanszírozott projektek esetében az 1. §-ban meghatározottak szerinti jogutódnak tekintendő szerv vagy szervezet a 2007-2013 programozási időszakban az Európai Regionális Fejlesztési Alapból, az Európai Szociális Alapból és a Kohéziós Alapból származó támogatások felhasználásának rendjéről szóló 4/2011. (I. 28.) Korm. rendelet 36. § (8) bekezdése, valamint a 2014-2020 programozási időszakban az egyes európai uniós alapokból származó támogatások felhasználásának rendjéről szóló 272/2014. (XI. 5.) Korm. rendelet 89. § (3) bekezdése szerinti bejelentést a jogutódlás bekövetkeztét követő nyolc napon belül köteles a támogató számára megtenni.
Az MVH a 328/2016. (X. 28.) Korm. rendelet hatálybalépésének napjától a) beruházást, felújítást érintően új kötelezettséget a közigazgatás-szervezésért felelős miniszter, valamint az államháztartásért felelős miniszter jóváhagyása nélkül nem vállalhat, foglalkoztatásra irányuló jogviszonyt a közigazgatás-szervezésért felelős miniszter, valamint a Kincstár elnökének jóváhagyásával létesíthet.